# 加叻
加叻（爪夷文：‎）是一座位於馬來西亞彭亨州文冬縣的一座小鎮，兼華人新村，是鎮内人口第二多的小鎮。
加叻西北部為文冬市，東北部為淡馬魯縣的一座馬來鄉鎮聯增（Lanchang），往南為柏朗埃（Perangai），一座由若干個華人新村和馬來鄉鎮組成的區域。加叻的名稱在馬來語中有火把、用椰葉紮成的火炬的意思。

## 历史

### 2021年火灾
2021年10月1日晚上约9时，加叻新村发生严重火灾，大火烧毁几十间房子，尽管有来自加叻消防队、文冬消防队、玻璃口志愿消防队等到场救灾，但火势仍蔓延至大街店铺，是开埠以来当地最严重的火灾事故。另外加叻也曾在1993年发生火灾事故，当时燒毀了7間店鋪，估计損失为近百萬令吉。

## 交通

### 公路
加叻可通过东海岸大道高速公路的加叻交通枢纽出入口抵达，同时也是吉隆坡－加叻大道的西端终点站，在吉隆坡－加叻大道于1994年竣工之前马来西亚联邦2号公路便是加叻的主干道路，也是从文冬通往东海岸沿海城市如州首府关丹的必经之处。

## 政治
加叻属于文冬国会议席，该议席在马来西亚下议院的代表为来自希望联盟民主行动党的雪芙菈·奥斯曼。
同时，加叻属于沙拜州议席，该议席在彭亨州议会的代表为来自希望联盟民主行动党的卡玛吉。